# ZARD Request Best ~beautiful memory~
《ZARD Request Best ~beautiful memory~》는 일본의 밴드 ZARD의 네 번째 베스트 음반으로, CD 2장으로 구성되어 있으며 2008년 1월 23일 발매되었다. (CD: JBCJ-9027, 9028) 2007년 6월 25일부터 팬들의 투표를 통해 앨범에 수록될 곡들을 응모했으며, 약 50만 통의 응모 중에서 가장 많이 선택된 30곡이 수록되었다.

## 수록곡

### Disc 1
| #            | 제목                                                                                     | 작사          | 작곡                  | 편곡              | 재생 시간 |
| ------------ | ---------------------------------------------------------------------------------------- | ------------- | --------------------- | ----------------- | --------- |
| 1.           | 〈〈글로리어스 마인드〉〉 (グロリアス マインド 구로리아스 마인도[*])                     | 사카이 이즈미 | 오노 아이카           | 하야마 타케시     | 4:41      |
| 2.           | 〈〈Ready, Go!〉〉                                                                       | 사카이 이즈미 | 카와시마 다리아       | 하야마 타케시     | 4:37      |
| 3.           | 〈〈돌연〉〉 (突然 도츠젠[*])                                                            | 사카이 이즈미 | 오다 테츠로           | 하야마 타케시     | 4:36      |
| 4.           | 〈〈너를 만나고 싶어지면...〉〉 (君に逢いたくなったら… 키미니아이타쿠낫타라[*])          | 사카이 이즈미 | 오다 테츠로           | 하야마 타케시     | 3:48      |
| 5.           | 〈〈하이힐을 벗어 던지고〉〉 (ハイヒール脱ぎ捨てて 하이히루누기스테테[*])                | 사카이 이즈미 | 쿠리바야시 세이이치로 | 아카시 마사오     | 5:21      |
| 6.           | 〈〈이렇게 사랑하는데도〉〉 (こんなに愛しても 콘나니아이시테모[*])                       | 사카이 이즈미 | 쿠리바야시 세이이치로 | 아카시 마사오     | 4:41      |
| 7.           | 〈〈두 사람의 여름〉〉 (二人の夏 후타리노나츠[*])                                        | 사카이 이즈미 | 쿠리바야시 세이이치로 | 아카시 마사오     | 4:55      |
| 8.           | 〈〈내일 만약 당신이 부숴진대도〉〉 (明日もし君が壊れても 아시타모시키미가코와레테모[*]) | 사카이 이즈미 | 오노 아이카           | 하야마 타케시     | 4:22      |
| 9.           | 〈〈그대와의 맞닿음〉〉 (君とのふれあい 키미토노후레아이[*])                             | 사카이 이즈미 | 오노 아이카           | 하야마 타케시     | 4:27      |
| 10.          | 〈〈시간의 날개〉〉                                                                      | 사카이 이즈미 | 오노 아이카           | 코바야시 사토루   | 4:44      |
| 11.          | 〈〈더없이 소중한 것〉〉 (こんなにそばに居るのに 콘나니소바니이루노니[*])                | 사카이 이즈미 | 오노 아이카           | 코바야시 사토루   | 4:16      |
| 12.          | 〈〈흔들리는 마음〉 ('07 Live Ver.)〉 (揺れる想い 유레루오모이[*])                       | 사카이 이즈미 | 오다 테츠로           | 아카시 마사오     | 4:35      |
| 13.          | 〈〈영원〉 ('07 Live Ver.)〉 (永遠 에이엔[*])                                            | 사카이 이즈미 | 토쿠나가 아키히토     | 토쿠나가 아키히토 | 3:55      |
| 14.          | 〈〈마이 프렌드〉 ('07 Live Ver.)〉 (マイ フレンド 마이 후렌도[*])                       | 사카이 이즈미 | 오다 테츠로           | 하야마 타케시     | 4:02      |
| 15.          | 〈〈Don't you see!〉 ('07 Live Ver.)〉                                                   | 사카이 이즈미 | 쿠리바야시 세이이치로 | 하야마 타케시     | 5:31      |
| 총 재생 시간 | 총 재생 시간                                                                             | 총 재생 시간  | 총 재생 시간          | 총 재생 시간      | 1:08:31   |

### Disc 2
| #            | 제목 | 작사          | 작곡                  | 편곡              | 재생 시간 |
| ------------ | --- | ------------- | --------------------- | ----------------- | --------- |
| 1.           | 〈〈숨도 쉴 수가 없어〉〉 (息もできない 이키모데키나이[*])                                                   | 사카이 이즈미 | 오다 테츠로           | 하야마 타케시     | 4:44      |
| 2.           | 〈〈새로운 문 ~겨울의 해바라기~〉〉 (新しいドア ～冬のひまわり～ 아타라시이도아 후유노히마와리[*])           | 사카이 이즈미 | 키타노 마사토         | 후루이 히로히토   | 6:04      |
| 3.           | 〈〈Forever you〉〉                                                                                          | 사카이 이즈미 | 오다 테츠로           | 아카시 마사오     | 4:42      |
| 4.           | 〈〈그 미소를 잊지 말아요〉〉                                                                                | 사카이 이즈미 | 카와시마 다리아       | 아카시 마사오     | 4:25      |
| 5.           | 〈〈이상하네...〉〉 (不思議ね… 후시기네[*])                                                                  | 사카이 이즈미 | 토쿠나가 아키히토     | 토쿠나가 아키히토 | 4:17      |
| 6.           | 〈〈엷은 눈이 녹아서〉〉 (淡い雪がとけて 아와이유키가토케테[*])                                              | 사카이 이즈미 | 테라오 히로시         | 토쿠나가 아키히토 | 4:28      |
| 7.           | 〈〈포토그래프〉〉 (フォトグラフ 포토그라후[*])                                                              | 사카이 이즈미 | 토쿠나가 아키히토     | 토쿠나가 아키히토 | 4:07      |
| 8.           | 〈〈hero〉〉                                                                                                 | 사카이 이즈미 | 오노 아이카           | 하야마 타케시     | 5:33      |
| 9.           | 〈〈Love is Gone〉〉                                                                                         | 사카이 이즈미 | 와타누키 마사아키     | 하야마 타케시     | 4:20      |
| 10.          | 〈〈Season〉〉                                                                                               | 사카이 이즈미 | 쿠리바야시 세이이치로 | 하야마 타케시     | 4:06      |
| 11.          | 〈〈비에 젖어〉〉 (雨に濡れて 아메니누레테[*])                                                               | 사카이 이즈미 | 쿠리바야시 세이이치로 | 아카시 마사오     | 4:36      |
| 12.          | 〈〈마음을 열고〉 ('07 Live Ver.)〉 (心を開いて 코코로오히라이테[*])                                         | 사카이 이즈미 | 오다 테츠로           | 이케다 다이스케   | 4:32      |
| 13.          | 〈〈소녀 시절로 되돌아간 것처럼〉 ('07 Live Ver.)〉 (少女の頃に戻ったみたいに 쇼조노코로니모돗타미타이니[*]) | 사카이 이즈미 | 오노 아이카           | 이케다 다이스케   | 3:05      |
| 14.          | 〈〈그대가 없어요〉 ('07 Live Ver.)〉 (君がいない 키미가이나이[*])                                           | 사카이 이즈미 | 쿠리바야시 세이이치로 | 아카시 마사오     | 4:18      |
| 15.          | 〈〈지지마세요〉 ('07 Live Ver.)〉 (負けないで 마케나이데[*])                                                | 사카이 이즈미 | 오다 테츠로           | 하야마 타케시     | 5:07      |
| 총 재생 시간 | 총 재생 시간                                                                                                 | 총 재생 시간  | 총 재생 시간          | 총 재생 시간      | 1:08:24   |